# Karina y Timoteo
Karina y Timoteo fue un programa de televisión infantil peruano transmitido en la segunda mitad de la década de 1990, entre el lunes 13 de febrero de 1995 y el sábado 31 de julio de 1999 por el canal América Televisión.

## Historia

### Inicios
América Televisión inició la realización de un nuevo programa infantil tras la cancelación de El Show de Hola Yola que se transmitió en cadena nacional y con varias emisoras del interior desde mayo de 1972 hasta diciembre de 1994. 
En esa búsqueda, la televisora contactó a la guionista y productora de TV de nacionalidad argentina Bianca Casagrande quien contaba con gran experiencia en la realización de programas televisivos en su país desde la década de 1960.
Con la aprobación de la nueva administración del canal (la familia Crousillat, tras la gerencia de acreedores y accionistas de Televisa), Casagrande formó un equipo creativo que contó con la participación de un reconocido diseñador de títeres, peluches y muñecos (Nelson Pinedo Ayala), diseñadores de escenografías (los ingenieros Alberto Zafra y Luis Suárez) y de experimentados directores de TV (Malú y Marisol Crousillat, Ronald Franco y Jorge Gripa).
Una vez aprobado el proyecto del grupo de Bianca Casagrande, la producción se lanzó a organizar este programa infantil que sería distinto a los que hasta ese momento se habían visto en la televisión peruana y que tomaría como referentes a otros exitosos programas infantiles del mercado extranjero como El show de Xuxa (1986-1993) y Barney y sus amigos, iniciado en abril de 1992. Además, se adoptó el recurso de Marcelo Tinelli en su programa de televisión Showmatch.
Se había pensado en un set de grabaciones para un programa en vivo de una hora de duración que incluyera secuencias, juegos, bailes, canciones y una nueva colección de dibujos animados orientados a los animes.
Una vez aprobado el proyecto, este se le entrega a la productora Bianca Casagrande,  para que comience con su realización con el concepto del programa. Así es como se inician los cástines y la preproducción. Numerosas jóvenes de diversas edades acuden al llamado buscando a la animadora (con la condición original que exigía que fuera la chica ideal para conseguir la dupla perfecta con el muñeco en prospecto).

### Karina Rivera y Ricardo Bonilla
Entre las candidatas en el multitudinario casting, destacó enormemente Karina Rivera Carmelino, una modelo peruana de 24 años de edad, de extrovertida personalidad, con gran experiencia de comerciales de TV y catálogos de belleza en Perú y Estados Unidos. Ella es la escogida para la proyección del programa por Bianca Casagrande y con la posterior aprobación de Marisol Crousillat.
Karina Rivera, luego de residir en Miami, Florida, regresó al Perú y casi de inmediato fue convocada para formar parte del elenco de modelos de un programa de lotería en Frecuencia Latina (Bing Cash) a inicios de 1993 (en ese entonces, llamada Frecuencia 2 y hoy, Latina Televisión). 
En julio de 1993, es llamada para integrar el programa de concursos telefónicos al mediodía Gisela en América, conducido por la célebre animadora peruana Gisela Valcárcel (tras el cese de transmisiones de Aló Gisela en Panamericana Televisión en diciembre de 1992), destacando como modelo principal. 
Tras su paso por el mencionado programa, en 1994, empieza a destacar como la nueva conductora del espacio musical de corte juvenil de América Televisión, Studio 4 de Gala, en el cual llegó a entrevistar a Menudo y Los Panchos, lo cual le concedió la oportunidad de ser coanimadora de Antonio Vodanovic en Viña del Mar en 1995, siendo preparada para este magno evento por Casagrande y las hermanas Crousillat, oportunidad que se repetiría en 1997.
Por otro lado, quien fuera designado como compañero de Karina, fue el connotado coordinador de televisión y actor de teatro, Ricardo Bonilla, entonces de 25 años, para lo cual se solicita la colaboración de Nelson Pinedo para la creación de un personaje infantil con tres propuestas: un duende, una abeja y un dragón siendo elegido este último.

### Características originales

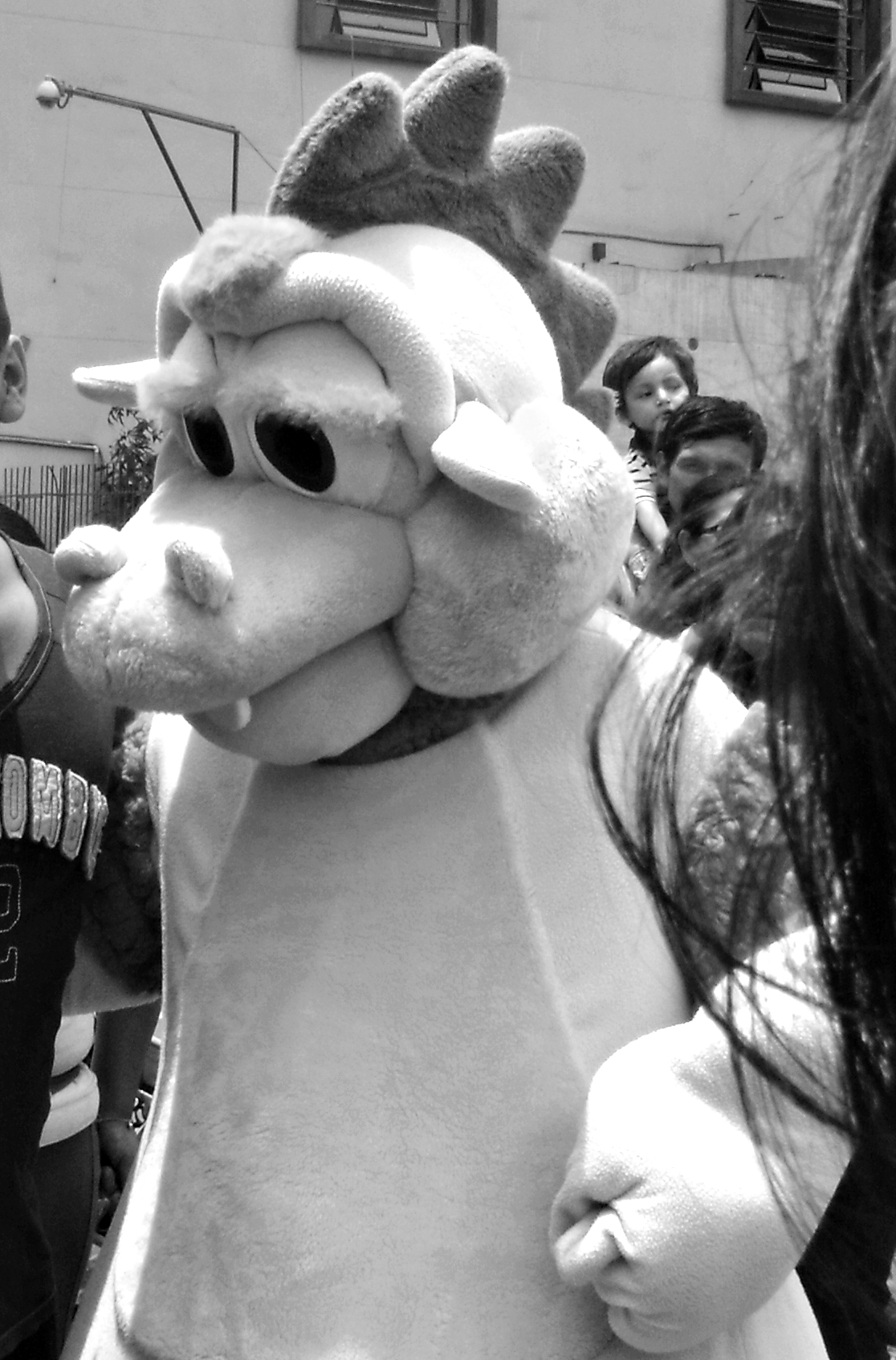
El dragón Timoteo en 2013.

El muñeco original, atribuido a Malú Crousillat como la creadora, presentaba los colores celeste, amarillo, fucsia (cambiaba a rojo) y verde, y fue el elegido tras un fallida propuesta de Bonilla a los directivos del canal. El muñeco no tenía nombre para ese entonces y se le fue realizando mejoras hasta llegar al último prototipo con la ayuda del también titiritero Fernando Timaná, el payaso Charolito. 
La voz del dragoncito fue creada por Bonilla y está inspirada en dos personajes de la infancia de este: el pitufo Tontín y Topo Gigio, poniéndole alma y una historia propia. El personaje es masculino, antropomorfo y se caracteriza por tener alma de niño y ser inofensivo, colorido, regordete, sonriente, dulce, cariñoso, amigable, curioso, inquieto, travieso, bromista, hablantín, simpático y extrovertido, ganándose el cariño de niños y adultos.
Tras la etapa de preproducción, el programa salió al aire a las 10:00 de la mañana del lunes 13 de febrero de 1995 en el Perú bajo la señal de América Televisión como el bloque infantil Utiliniños del programa matutino Utilísima, conducido en aquel entonces por Carmen Velasco, Mercedes Solaeche y Mirtha Vergara.
A través de un concurso telefónico llegó a colocarse nombre al muñeco dragónsiendo elegido el de Timoteo y se agregaron nuevos personajes: el maestro Delmox y los payasos Chuchurro (Miguel Ara), Plumilla (Jorge Bustamante) y Charol (Fernando Timaná) (estos últimos habían trabajado anteriormente en los programas infantiles de Yola Polastri).

### Éxito inmediato e internacionalización
La dupla infantil tuvo popularidad desde el inicio. La audiencia llegó a nuevos límites para su horario en Utiliniños (lunes a viernes de 10:00 AM a 10:30 AM) y no tardaron en darse las presentaciones en vivo en Lima y diversas ciudades del interior del país, incluidas las temporadas de circo de Fiestas Patrias desde 1997 hasta la salida de Karina en 1999 (solamente en Lima) siendo reemplazada posteriormente por María Pía Copello en los años 2000.
Su consolidación en el mercado local entre los primeros meses (emisiones de lunes a viernes por las tardes) hizo que el programa lograse posicionarse como el más visto en su horario y considerado como el programa infantil más exitoso de la época, lo que motivó su cambio de horario en junio de 1995 hacia los sábados de 09:00 AM primero hasta las 12:00 m y luego hasta la 01:00 PM. 
Luego del traslado del programa a horario sabatino, se inician las transmisiones de El show del Chavo en octubre de 1996 de lunes a viernes de 5 p. m. a 7 p. m., donde se emitían capítulos de El Chavo del Ocho y otros programas humorísticos de esos años y luego de animes como Los Caballeros del Zodiaco, Dragon Ball, Dragon Ball Z, Dragon Ball GT, Sailor Moon, Zenki, He-man, La liga del Dragón, Los Thundercats, Mortal Kombat, Digimon y Sakura Card Captor.
Este rápido éxito dio lugar a la idea de internacionalizar el programa desde 1996 con proyección a 1997. El programa ya era emitido en Bolivia, luego en Chile y Ecuador, y posteriormente se sumaron a las transmisiones en México y Colombia.
Colombia, en especial, fue uno de los países de Latinoamérica en donde el programa tuvo enorme acogida por su transmisiones por la Perubólica, lo cual se vio reflejado en los conciertos multitudinarios a estadio lleno que realizó la dupla para recaudar fondos para las víctimas del Terremoto del Eje Cafetero de 1999. También el programa llegó a emitirse en Estados Unidos de América, vía cadena SUR, con base en Miami.
En El show del Chavo, Karina Rivera y Timoteo aparecían en una imitación de una parte del patio de la vecindad antes y después de la emisión de los dibujos animados. 
En 1997 surge el famoso spot cantado "Muy buenas noches, hasta mañana" donde Karina Rivera y Timoteo recomendaban a los niños irse a dormir temprano, emitido de lunes a viernes a las 8:00 p. m.
Debido al éxito de Karina y Timoteo, hubo modificaciones en cuanto a juegos, secuencias, canciones, vestuario, escenografía y el logotipo del programa en marzo de 1997. Para 1999 era uno de los programas de mayor audiencia a nivel nacional (con un promedio de 24 puntos de audiencia por emisión según registros de sintonía de Ibope Time) y por ello recibió la visita de grandes artistas extranjeros del momento como Shakira, en febrero de 1999 y Enrique Iglesias, en abril de 1999.

### Cancelación del programa
El sábado 31 de julio de 1999, Karina Rivera dejó de conducir los programas Karina y Timoteo y El Show del Chavo por desacuerdos con los exdirectivos del canal (1994-2002) y por motivo de su segundo embarazo con cinco meses de gestación.
Aquel año 1999 fue muy negativo para las producciones locales, pues en mayo se cancelaba Risas y Salsa en Panamericana Televisión y sucesivamente otros programas de América Televisión como Utilísima, Chola de Miércoles y La Revista Dominical, y el mismo sábado que Karina fue retirada de Karina y Timoteo, dejó de emitirse Risas de América.
En medio de la conmoción de la dupla y el público infantil, Karina Rivera explica a Timoteo su salida y el futuro ingreso de una nueva compañera para el muñeco dragón con la canción «Somos amigos», ambos se abrazan fuertemente llorando y Karina hace una simulación de su salida en la pasarela central de la escenografía del programa. 
En una entrevista en febrero de 2022, Karina Rivera manifestó que inicialmente había propuesto a la cantante Anna Carina Copello como su reemplazo temporal ya que ella se había presentado en una ocasión en el programa, además que tiene el nombre «Carina» y consecuentemente el nombre del programa no cambiaría. Sin embargo, como Anna Carina ya se estaba dedicando a la música y se estaba preparando para competir en el Festival Internacional de la Canción de Viña del Mar en Chile, Rivera finalmente propuso a su hermana María Pía (ya que ambas anteriormente habían sido cíndelas de Nubeluz entre 1993 y 1995) como su reemplazo temporal.
El programa siguió transmitiendo bajo el mismo nombre con María Pía Copello como presentadora de reemplazo por 7 meses consecutivos entre el 14 de agosto de 1999 y el 26 de febrero de 2000. Sin embargo, esta prolongación del programa no logró el éxito sin Karina Rivera y el nuevo giro que se le dio a su temática llevó a mucha confusión para los televidentes. Tras la renuncia de la productora Bianca Casagrande en agosto de 1999 debido a su inconformidad con el ingreso de María Pía Copello como reemplazo de Karina Rivera,la producción decidió contratar a Mariana Ramírez del Villar para recuperar la sintonía del espacio. Este cambio de productora general no tuvo el efecto deseado en los índices de audiencia (un tercio de su promedio original) y el programa finalmente fue cancelado el sábado 26 de febrero de 2000 para ser renombrado como María Pía y Timoteo (4/mar/2000 - 31/dic/2006) y luego competir con Karina y sus amigos, el nuevo programa infantil de Karina Rivera en Frecuencia Latinatras un año alejada de la televisión, con tres nuevos personajes (Hipopo, Trompita y Carlota), nuevas canciones, elenco de baile y el mismo éxito en sintonía.

## Estructura del programa
- Intro del programa.
- Canción "Karina y Timoteo".
- La dupla saludaba a los niños.
- Karina presentaba el primer juego y así sucesivamente.
- Entre bloques se presentaban los animes japoneses.
- Niños talento.
- Show en vivo con el invitado especial del día.
- La dupla daba el mensaje final y se despedían de los niños.
- Créditos del programa.

## Temporadas
| Temporada | Temporada | Episodios | Episodios | Emisión original    | Emisión original        |
| Temporada | Temporada | Episodios | Episodios | Primera emisión     | Última emisión          |
| --------- | --------- | --------- | --------- | ------------------- | ----------------------- |
|           | 1         | —         | —         | 13 de junio de 1995 | 30 de diciembre de 1995 |
|           | 2         | —         | —         | 6 de enero de 1996  | 1 de marzo de 1997      |
|           | 3         | —         | —         | 8 de marzo de 1997  | 27 de diciembre de 1997 |
|           | 4         | —         | —         | 3 de enero de 1998  | 26 de diciembre de 1998 |
|           | 5         | —         | —         | 9 de enero de 1999  | 26 de febrero de 2000   |

## Reencuentros

### 2002-2013
En julio de 2002, durante la telemaratón Todos por Amor (variante de la Teletón) en Panamericana Televisión, invitada por Ernesto Pimentel a sumarse a la conducción del bloque infantil de Timoteo con su entonces compañera María Pía Copello, Karina visita al muñeco dragón cargando en brazos a su hija Doris Fundichely (de 2 años), siendo la única vez que ambas conductoras/animadoras aparecen juntas con Timoteo y el primer reencuentro televisivo de la dupla a 3 años de su separación.
En julio del 2006 anuncian una breve colaboración para el circo de fiestas patrias El Castillo Mágico de Karina y en julio de 2008 Karina participa en la narración de la historia animada Timoteo... había una vez en el circo del mismo nombre.
En junio de 2013 la dupla se reencuentra en el programa de concursos Pequeños Gigantes y hacen una recopilación de 3 canciones que se volvieron populares en sus programas.

### 2020-presente:Showsde reencuentro y gira nacional
El 26 de marzo de 2021 la dupla se vuelve a encontrar en el programa En Boca de Todos y recuerdan las canciones que se hicieron populares en el programa. Más adelante, en agosto, participan en un programa de Mi mamá cocina mejor que la tuya.Ese mismo mes y en una entrevista de reencuentro para el programa En Boca de Todos, la dupla confirma que su programa volverá a la pantalla chica para el 2022 sin confirmar más detalles.
En febrero de 2022 la dupla se presenta en los programas En boca de todos y El reventonazo de verano anunciando la gira del espectáculo de reencuentro Karina y Timoteo: ¡Niños Otra Vez! (inicialmente planificada dos años antes tras un acuerdo con América Televisión a inicios de 2020 antes de la pandemia de COVID-19 por los 25 años) celebrando los 27 años del estreno de su programa, realizado en el Teatro Canout de Miraflores el 23, 24, 30 de abril y 1 de mayo, y el teatro del centro comercial Plaza Norte el 29 de junio en Lima a pedido del público, continuando su recorrido en Arequipa, Tacna, Huancayo, Huánuco, Ica, Chincha, Andahuaylas, Abancay, Cusco, Chimbote, Trujillo, Huacho, Piura, Chiclayo, Ayacucho y Puerto Maldonado entre el 14 de mayo y el 2 de julio, y en Cañete el 11 de septiembre. Durante este período abren su canal oficial de YouTube. El 1 de febrero de 2023 la gira anunció su pronto regreso con una única función en Huaraz el 6 de mayo del mismo año.
Adicionalmente, en su show del 29 de junio de 2022 en Lima y en sus redes sociales, la dupla anunció el regreso de su circo de Fiestas Patrias con el mismo nombre en el Jockey Club del Perú y organizado por la empresa Family Circus, cuya temporada se realizó del 21 de julio al 21 de agosto del mismo año cumpliéndose 25 años de su primer circo juntos.El 1.º de noviembre anuncian su show de fin de año Karina y Timoteo en Navidad a través de sus redes sociales, realizado el 10 de diciembre en el Teatro Canout de Miraflores con apenas dos funciones. 
Paralelamente, desde noviembre del mismo año hasta la actualidad, son nuevamente convocados con poca frecuencia para presentaciones gratuitas en encendidos de árboles de Navidad en diversos centros comerciales del Perú y parques públicos de diversos distritos de Lima, shows navideños, ferias gastronómicas, entre otros eventos. Así mismo en cuanto a los grandes espectáculos, continúan activos con su circo de Fiestas Patrias en Lima desde el año 2023 (cada año con diferentes nombres y temáticas) y además de realizar fiestas infantiles particulares.
En 2024, fueron invitados para colaborar en un comercial sobre responsabilidad social para la empresa Entel.

## Discografía del programa
- Karina y Timoteo #1 (1997)[17]
- Feliz Navidad con Karina y Timoteo (1997)
- Karina y Timoteo #2 (1998)